# 各務原市那加福祉センター
各務原市那加福祉センター（かかみがはらしなかふくしセンター）は、岐阜県各務原市にある各務原市が運営する公共施設。

## 概要

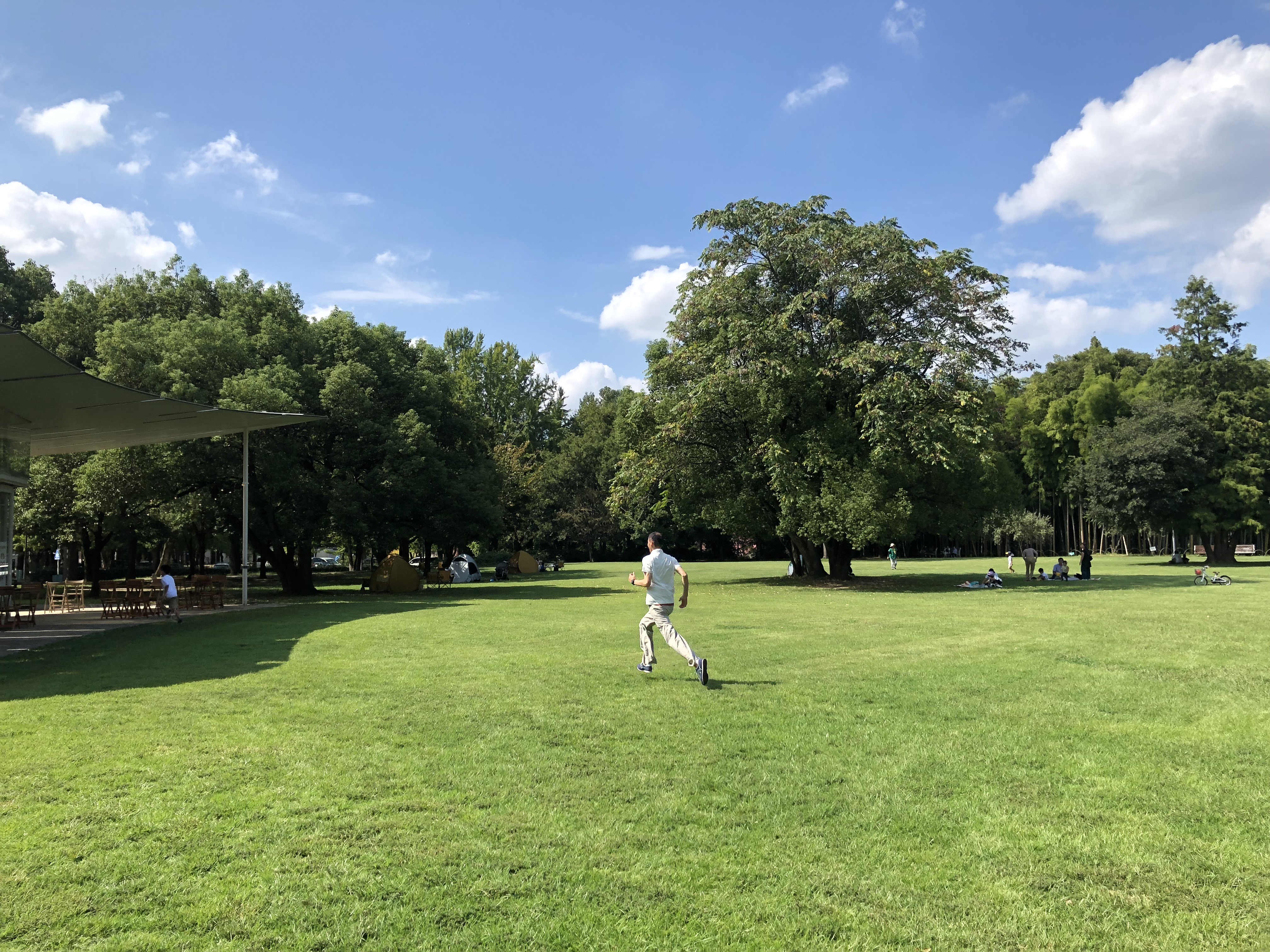
隣接する学びの森

市民の福祉増進、文化生活の普及及びコミュニティ活動の促進を図ることを目的とする施設であり、各務原市内にある福祉センターの一つである。一般財団法人各務原市施設振興公社が指定管理者である。
初代各務原市長の武藤嘉一により、福祉施設と図書館などの複合施設の各務原市福祉センターとして計画され、1階を集会場と休養室、保育室。2階を学習室と図書室とし、那加大東町に建設予定であった。実際の建設場所は那加雲雀町に変更されて建設され、完成は武藤嘉一の死去後の1969年（昭和44年）2月14日である。
その後、各務原市の各地区に同様の福祉センターが建設されることとなり、1980年（昭和55年）1月の各務原市福祉センター条例の改正により、各務原市那加福祉センターに改称する。1985年（昭和60年）4月5日には敷地内に市民広場の「各務原市万葉公園」が開園している。また、図書館（図書室）は1978年（昭和53年）に各務原市保健文化会館（旧・公立学校共済組合東海中央病院建物。跡地は各務原市産業文化センター）内に各務原市図書館が開館したことにより廃止されている。
2005年（平成17年）開園した学びの森に隣接しており、那加福祉センターは学びの森の一部のように外観を改装している。尚、那加福祉センターは専用の駐車場があり、学びの森の利用者は使用できない。

## 施設
- 集会室
- 学習室
- 保育室
- 休養室（和室）
- 研修室

## 利用案内
- 住所：岐阜県各務原市那加雲雀町15
- 利用時間：9:00 - 21:00
- 休館日：年末年始（12月29日 - 1月3日）

## 交通アクセス

### 道路
- 国道21号（那加バイパス）「三井東町」交差点より北へ。
- 名鉄各務原線 市民公園前駅下車、徒歩で約7分。

## その他
- 那加福祉センターの前のメタセコイアの並木が、冬のソナタのドラマ内でデートの舞台となった南怡島の並木道と似ている。また、ドラマでキスを交わしたベンチと同型のものを春川市から譲り受け、那加福祉センターの前庭に設置されている。

## 周辺施設
- 名鉄各務原線 市民公園前駅
- 各務原市立中央図書館
  - 各務原市埋蔵文化財調査センター
  - 各務原市歴史民俗資料館
- 各務原市民公園
- 学びの森
- KAKAMIGAHARA PARK BRIDGE
- 各務原市立那加第二小学校
- 各務原市立那加中学校
- 各務原市立各務原特別支援学校
- 各務原勤労会館
- 複合施設「TOUAMACHI KAIKAN」（旧各務原市東亜町会館）[7]